# Классификация олигофрений
Классификация олигофрений — классификация форм и степеней тяжести олигофрении (термин использовался до 90-х годов XX века, был заменён на термин «умственная отсталость»). Было предложено и использовались несколько различных классификаций, каждая со своими достоинствами, недостатками и областями применения. В СССР и Российской Федерации была наиболее распространена классификация по степени тяжести, определяемая способностью больного к самообслуживанию и обучению, а также клинико-физиологическая классификация С. С. Мнухина, Д. Н. Исаева и этиопатогенетическая классификация Г. Е. Сухаревой. Большинство этих классификаций утратили своё значение в клинической психиатрии и представляют лишь исторический интерес, однако в некоторых смежных (немедицинских, в основном педагогических и психологических) областях продолжают использоваться.

## Традиционная
По степени выраженности олигофрении традиционно подразделялись на:
- дебильность — наиболее слабо выраженная.
- имбецильность — средневыраженная.
- идиотию — крайне выраженная.

С переходом России на МКБ-10 эти три термина утратили актуальность и были выведены из официального употребления.

## По МКБ-10
В Международной классификации болезней 10-го пересмотра (МКБ-10) выделяется 4 степени тяжести умственной отсталости (ранее -- олигофрении):
1. Лёгкая — IQ 50—69 и умственный возраст 9—12 лет
2. Умеренная — IQ 35—49 и умственный возраст 6—9 лет
3. Тяжёлая — IQ 20—34 и умственный возраст 3—6 лет
4. Глубокая — IQ менее 20 и умственный возраст до 3 лет

Данная классификация является клинической, предназначена для практического использования и статистического учёта и не подменяет собой классификаций, основанных на иных классификационных признаках.

## По Г. Е. Сухаревой
Классификация Г. Е. Сухаревой составлена по этиопатогенетическому принципу.
По ней выделяются следующие группы олигофрении:
- олигофрении эндогенной природы, которые обусловлены поражением половых клеток родителей (гаметопатиями):
  - синдром Дауна;
  - истинная микроцефалия
  - олигофрения, сочетающееся с системными поражениями костной системы и кожи;
  - энзимопатические формы олигофрении, которые связаны с наследственными нарушениями обмена (фенилкетонурия, галактозурия и другие энзимопатии);
- олигофрении, которые обусловлены вредностями, воздействующими на ребёнка в раннем детстве (постнатально), либо во время его рождения (интранатально):
  - олигофрении, связанные с черепно-мозговой травмой в раннем детстве;
  - олигофрении, связанные с асфиксией или родовой травмой;
  - олигофрения, связанная с нейроинфекциями, перенесёнными в раннем детстве;
- олигофрении, которые обусловлены внутриутробным (антенатальным) поражением плода (фетопатии) или эмбриона (эмбриопатии):
  - олигофрении, связанные с внутриутробным поражением эндотоксическими или экзотоксическими агентами (при интоксикациях беременной или гормональных нарушениях у матери);
  - олигофрения, обусловленная гемолитической болезнью новорождённого;
  - олигофрении, связанные с внутриутробным инфекционным поражением (вирусами гриппа, краснухи, гепатита, цитомегаловируса, паротита и др., возбудителями сифилиса, токсоплазмоза, листериоза и т. п.).

## С. С. Мнухина и Д. Н. Исаева
Г. Е. Сухаревой не удалось вместить в свою классификацию олигофрении, названные недифференцированными, так как их причину не удавалось выявить. Поэтому С. С. Мнухин разработал классификацию, основанную на клинико-физиологическом принципе; его ученик и коллега Д. Н. Исаев доработал эту классификацию. Использование данной классификации позволяет выделять клинические формы, ориентирующие врачей, а также дефектологов, логопедов, специальных психологов, работающих со страдающими олигофренией.
4 основные формы общего психического недоразвития были выделены С. С. Мнухиным и Д. Н. Исаевым:
- Атоническая форма:
  - аспонтанно-апатический вариант;
  - акатизический вариант;
  - мориоподобный вариант;
- Дисфорическая форма;
- Стеническая форма:
  - уравновешенный вариант;
  - неуравновешенный вариант;
- Астеническая форма:
  - основной вариант;
  - брадипсихический вариант;
  - дислалический вариант;
  - диспрактический вариант;
  - дисмнестический вариант.

## По М. С. Певзнер
Традиционный подход к классификации по степени выраженности мало что давал как медицинской, так и педагогической практике. В результате работ Марии Семеновны Певзнер, на основе глубокого клинического и психолого-педагогического изучения стало возможным понять структуру дефекта при олигофрении, составляющей 75 % всех видов аномалий детского возраста, и разработать классификацию с учётом этиопатогенеза и качественного своеобразия аномального развития. Собственно, предложенная М. С. Певзнер в 1959 году классификация — это типология состояний, поскольку имеет прямой выход на систему медицинских и коррекционно-воспитательных мероприятий с этой категорией аномальных детей.
В частности, М. С. Певзнер выделила три формы дефекта:
1. неосложнённая олигофрения;
2. олигофрения, осложнённая нарушением нейродинамики, проявляющаяся тремя вариантами дефекта:
  - с преобладанием возбуждения над торможением;
  - с преобладанием торможения над возбуждением;
  - с выраженной слабостью основных нервных процессов;
3. дети-олигофрены с выраженной недостаточностью лобных долей.

Несколько позднее (в 1973 и 1979 годах) М. С. Певзнер дорабатывает свою классификацию. Исходя из клинико-этиопатогенетических принципов, ею выделено пять основных форм:
1. неосложнённая;
2. олигофрения, осложнённая нарушением нейродинамики (возбудимые и тормозные);
3. олигофрения в сочетании с нарушениями различных анализаторов;
4. олигофрения с психопатоподобными формами поведения;
5. олигофрения с выраженной лобной недостаточностью.